# Коваль, Фёдор Тихонович
Федор Тихонович Коваль (30 сентября 1907, село Опошня (или село Поповка) Полтавской губернии, теперь Зеньковского района Полтавской области — май 1982 года, город Киев) — советский партийный деятель, 2-й секретарь Львовского обкома КПУ. Депутат Верховного Совета УССР 3-6-го созывов. Член ЦК КПУ в 1952 — 1954 г. Кандидат в члены ЦК КПУ в 1954 — 1966 г.

## Биография
Родился в семье крестьянина-бедняка. С десяти лет работал батраком у зажиточных крестьян, рабочим Опошнянского совхоза. После смерти родителей воспитывался в детском доме. В 1923 году вступил в комсомол.
В 1924 году окончил Красноградский педагогический техникум.
В 1924 — 1931 г. — учитель; на комсомольской работе в Донбассе (заведующий отделом, секретарь Алчевского городского комитета ЛКСМУ).
Член ВКП(б) с 1931 года.
С 1931 г. — секретарь партийного комитета завода в Донбассе, заведующий отделом пропаганды и агитации Ворошиловского (Алчевского) городского комитета КП(б)У, секретарь Ворошиловского городского комитета КП(б)У Донецкой области.
В 1939 году окончил курсы партийных работников при ЦК КП(б)У.
В 1938 — октябре 1941 г. — заведующий отделом пропаганды и агитации Сталинского городского комитета КП(б)У, секретарь Сталинского городского комитета КП(б)У Сталинской области. Одновременно заочно учился в Промышленной академии в Москве.
В октябре 1941 — 1946 г. — в Красной армии. Участник Великой Отечественной войны. Служил начальником отдела пропаганды Политуправления Южного фронта, начальником отделения пропаганды и агитации — заместителем начальника Политического отдела 24-й армии, начальником отделения пропаганды и агитации — заместителем начальника Политического отдела 58-й армии.
В 1945 — сентябре 1946 г. — заместитель начальника отдела агитации и пропаганды Политического управления Прибалтийского и Одесского военных округов.
В 1946 — 1947 г. — на руководящей партийной работе в Донбассе.
В 1947 — 1948 г. — заместитель начальника Управления кадров ЦК КП(б)У.
В 1948 — 1951 г. — заместитель заведующего отделом партийных, профсоюзных и комсомольских органов ЦК КП(б)У.
В феврале 1951 — феврале 1952 г. — секретарь Львовского областного комитета КП(б)У.
В феврале 1952 — январе 1958 г. — 1-й секретарь Львовского городского комитета КПУ Львовской области.
11 января 1958 — январе 1963 г. — 2-й секретарь Львовского областного комитета КПУ.
В январе 1963 — декабре 1964 г. — председатель исполнительного комитета Львовской промышленной областного совета депутатов трудящихся.
В декабре 1964 — 1974 г. — заместитель министра социального обеспечения Украинской ССР.
С 1974 года — пенсионер союзного значения, ученый секретарь правления Украинского общества охраны памятников истории и культуры.

## Звания
- майор
- подполковник

## Награды
- два ордена Трудового Красного Знамени (23.01.1948, 1958)
- орден Красного Знамени
- орден Красной Звезды (.02.1943)
- орден «Знак Почета»
- медали
- Почётная грамота Президиума Верховного Совета УССР.